# 凱恩克里克鎮區 (北卡羅萊納州米切爾縣)
凱恩克里克鎮區（英語：Cane Creek Township）是位於美國北卡羅萊納州米切爾縣的一個鎮區。

## 地方資料
凱恩克里克鎮區的面積為44.80平方千米，皆為陸地。根據2020年美國人口普查的數據，當地共有人口567人，而人口密度為每平方千米12.66人。